# Красные пчёлы (фильм)
Красные пчёлы — советский детский художественный фильм 1972 года, снятый на киностудии «Ленфильм». Фильм рассказывает о противостоянии пионерского отряда «Красные пчёлы» и отряда скаутов из детей нэпманов и «бывших» во времена НЭПа в небольшом провинциальном городе.

## Сюжет
В 1922 году в небольшом городе собираются восстанавливать завод, новым директором назначен бывший рабочий этого завода Василий. Сбежавший хозяин завода Дымбаев спрятал всё оборудование, чтоб оно не досталось большевикам. Дети заводских рабочих во главе с Сенькой пытаются отыскать оборудование на дне реки. Однако Василий предлагает им вместо этого создать отряд, чтобы сперва навести порядок в цехах. Ребята называют отряд «Красные пчёлы». Фильм рассказывает о приключениях его юных героев, их трудовых буднях и противостоянии со скаутами.

## Съемки фильма
Ковров с его заводскими корпусами дореволюционной постройки, старыми домами, улицами, заводскими окраинами очень хорошо подходил для съемок. Почти весь фильм снимался на натуре. Важным съемочным объектом была Клязьма, а на ней мост. Вместо старого разрушенного моста, по сценарию, строится новый. Финальная сцена картины — торжественное открытие моста.
Из «звёзд», приехавших тогда в Ковров, был Михаил Кононов, за 5 лет до того получивший всероссийскую славу после главной роли в фильме «Начальник Чукотки». В «Красных пчелах» снимался и Николай Боярский — известный советский актёр и дядя певца Михаила Боярского.
Естественными декорациями стали набережная и улицы старого Коврова. В фильме «сыграл роль» и старый колесный пароход «Штурвальный», ржавевший на правом берегу Клязьмы в северной части Коврова со времен Великой Отечественной войны, когда там собирались устроить школу юнг.
Кульминацией натурных съемок стало сожжение моста через Клязьму, который по сюжету поджигают скауты и который потом по сюжету отстраивается заново. За съемками этой сцены наблюдали тысячи жителей Коврова, был сожжен старый городской деревянный мост, рядом с которым к тому времени уже был построен новый железобетонный. Часть сцен снималась в августе—сентябре 1971 года в Ельце, в фильм попали виды Каракумского моста, старинных городских улиц и елецкой ТЭЦ В массовых сценах снимались ученики 8-й и 12-й школ г. Ельца. Роль Стелы играла Наташа Шишкина из Владимира, отец которой в те годы работал режиссёром Владимирского театра драмы. Кроме того, сын известного актёра и директора Московского драматического театра М. А. Жарковского сыграл роль скаута Антика .
По воспоминаниям Натальи Юрьевны Ромашовой (Шишкиной), игравшей роль Стеллы, часть съемок также проводились в Крыму (Ялта, сентябрь 1971 года), однако, по воспоминаниям Дмитрия Жарковского (Антик), съемки в сентябре проходили не в Ялте, а в Гурзуфе, и потом, до декабря, фильм доснимали в павильонах Ленфильма.
В приказе Комитета по кинематографии при Совете Министров СССР «О проведении киностудиями художественных фильмов в условиях экспедиций» говорится: "Часто экспедиции, запланированные в обыкновенные южные города, переносятся в курортные города, в частности в г. Ялту, как это было с картиной киностудии «Ленфильм» «Красные пчелы», по которой были предусмотрены натурные съёмки в г.г. Симферополе и Феодосии. Приезд этой съемочной группы в г. Ялту ещё более осложнил положение, так как в 1971 году в Ялте было 14 киноэкспедиций".
Премьера на телевидении состоялась 5 декабря 1974 года.
Из статьи «Проблемам детского кино — пристальное внимание»:
«В Союзе кинематографистов СССР состоялась творческая конференция, посвящённая проблемам детского кинематографа. В её работе приняли участие теоретики и практики детского кино, представители многих студий страны… С сообщением „О некоторых творческих итогах 1972 года“ выступила критик Любовь Кабо… Подвергнув резкой и справедливой критике такие ленты, как „Пятая четверть“ и „Красные пчелы“ (Ленфильм), „Юлька“ (Одесская студия), „Огоньки“ (студия имени Горького), „Возвращение скрипки“ (Азербайджанфильм) и некоторые другие, Л. Кабо подчеркнула, что итоги 1972 года не оставляют места благодушию произведений, которые оказались бы способными по-настоящему увлечь юных зрителей, заставить задуматься предложить им высокий нравственный пример, таких произведений в нашем детском кино все ещё очень мало…».

## Съёмочная группа
- Режиссёр Леонид Макарычев
- Сценаристы Александр Власов, Аркадий Млодик
- Операторы Борис Тимковский, Музакир Шуруков
- Композитор Владислав Кладницкий
- Художник Алексей Рудяков
- Текст песен В. Суслов

## В ролях
- Владимир Лелётко — Сенька
- Дима Жарковский — Антик
- Наташа Шишкина — Стелла
- Андрей Крупенин — Борька
- Сергей Дементьев — Колька
- Андрей Галкин — Валька, сын Губарева
- Оля Ильющенко — Верка
- Ира Шабунина — Катька
- Лёня Иванов — Рыжий
- Саша Рудаков — Конопатый
- Михаил Кононов — Василий
- Юрий Медведев — Губарев, хозяин парома, отец Вальки
- Аркадий Трусов — Алексей Семенов, сторож
- Иван Краско — инженер Евгений Фёдорович Домбровский, отец Стеллы
- Георгий Штиль — милиционер
- Николай Федорцов — Степан
- Николай Боярский, Николай Волченков, Михаил Мудров — рабочие
- Лариса Буркова — мама Верки
- Елена Жигадло — Анна Петровна
- Михаил Девяткин — нэпман, отец Борьки